# John William Scott Cassels
John William Scott Cassels, FRS, angleški matematik, * 11. julij 1922, Durham, † 27. julij 2015.